# قضاء القويرة
قضاء القويرة قضاء يقع في لواء القويرة، محافظة العقبة في الأردن. ينتمي القضاء للواء القويرة الذي يضم قضائين. يقدر عدد سكانه بـ 22778 نسمة حسب إحصاء 2015.

## الوصلات الخارجية
- دائرة الاحصاءات العامة